# Nizozemska vaterpolska reprezentacija
Nizozemska vaterpolska reprezentacija predstavlja državu Nizozemsku u međunarodnom športu vaterpolu.
Krovna organizacija: Koninklijke Nederlandse Zwembond

## Nastupi na velikim natjecanjima

### Olimpijske igre
- 1908.: 4. mjesto
- 1920.: 5. mjesto
- 1924.: 7. mjesto
- 1928.: 5. mjesto
- 1936.: 5. mjesto
- 1948.:  bronca
- 1952.: 5. mjesto
- 1960.: 8. mjesto
- 1964.: 8. mjesto
- 1968.: 7. mjesto
- 1972.: 7. mjesto
- 1976.:  bronca
- 1980.: 6. mjesto
- 1984.: 6. mjesto
- 1992.: 9. mjesto
- 1996.: 10. mjesto
- 2000.: 11. mjesto

### Svjetska prvenstva
- 1973.: 8. mjesto
- 1975.: 8. mjesto
- 1978.: 13. mjesto
- 1982.: 4. mjesto
- 1986.: 14. mjesto
- 1994.: 8. mjesto

### Svjetski kupovi
- 1983.: 6. mjesto
- 1985.: 6. mjesto
- 1995.: 7. mjesto

### Svjetske lige
- 2003.: 6. mjesto

### Europska prvenstva
- 1974.: 4. mjesto
- 1977.: 5. mjesto
- 1981.: 8. mjesto
- 1983.: 6. mjesto
- 1985.: 7. mjesto
- 1987.: 12. mjesto
- 1989.: 8. mjesto
- 1991.: 9. mjesto
- 1993.: 8. mjesto
- 1995.: 10. mjesto
- 1997.: 9. mjesto
- 1999.: 12. mjesto
- 2001.: 10. mjesto
- 2003.: 11. mjesto
- 2006.: 10. mjesto
- 2012.: 10. mjesto
- 2016.: 12. mjesto
- 2018.: 10. mjesto
- 2020.: 15. mjesto
- 2022.: 11. mjesto

## Sastavi
- EP 2008.:

- kvalifikacije: Nolting, de Bruijn, Siewers, van Eck, Kramer, Wouter Gerritse, K. Verweij, Cavaljé, van den Hoogenband, Spijker, P. Verweij, Hoogland, Nederlof. Izbornik: Aantjes

- glavni turnir:

## Vanjske poveznice
- (nizoz.) Website NOC*NSF Olympische deelnemers [neaktivna poveznica]